# Transplantationszentrum
Ein Transplantationszentrum ist eine interdisziplinäre Einrichtung zur Übertragung von Spenderorganen.
Europaweit gibt es, nach Angaben von Eurotransplant insgesamt 79 Transplantationszentren in den Mitgliedsstaaten Belgien, Deutschland, Kroatien, Luxemburg, den Niederlanden, Österreich, Ungarn und Slowenien (Stand: 2022). Die durchgehend besetzte Zentrale übernimmt die Koordination und führt eine Liste mit allen verfügbare Organen.
In Deutschland sind Transplantationszentren entsprechend dem Transplantationsgesetz zugelassen und an entsprechende gesetzliche Vorgaben gebunden. Die Mehrzahl der Transplantationszentren ist an Universitätskliniken angesiedelt und Teil eines logistischen Verbundes, der hauptsächlich durch die Eurotransplant-Foundation und die Deutsche Stiftung Organtransplantation repräsentiert wird.

## Aufgaben
Aufgaben der Transplantationszentren sind gemäß § 10 des deutschen Transplantationsgesetzes:
- Führen von Wartelisten nach Notwendigkeit und Erfolgsaussicht einer Organübertragung
- Organübertragung
- Dokumentation der Organübertragung
- Aufzeichnung der Lebendspenden
- Psychische Betreuung der Patienten im Krankenhaus vor und nach der Organübertragung
- Nachbetreuung von Organspendern

## Transplantationszentren (Deutschland)
| Aachen |

| Augsburg |

| Bad Nauheim |

| Bad Oeynhausen |

| Berlin |

|  |

|  |

| Bochum |

| Bonn |

| Bremen |

| Dresden |

| Düsseldorf |

| Erlangen |

| Essen |

| Frankfurt am Main |

| Freiburg im Breisgau |

| Gießen |

| Göttingen |

| Halle (Saale) |

| Hamburg |

| Hannover |

| Hann. Münden |

| Heidelberg |

| Homburg |

| Jena |

| Kaiserslautern |

| Kiel |

| Köln |

|  |

| Leipzig |

|  |

| Lübeck |

| Mainz |

| Magdeburg |

| Mannheim |

| Marburg |

| München |

|  |

| Münster |

| Regensburg |

| Rostock |

| Stuttgart |

| Tübingen |

| Würzburg |

| Aachen |

| Augsburg |

| Bad Nauheim |

| Bad Oeynhausen |

| Berlin |

|  |

|  |

| Bochum |

| Bonn |

| Bremen |

| Dresden |

| Düsseldorf |

| Erlangen |

| Essen |

| Frankfurt am Main |

| Freiburg im Breisgau |

| Gießen |

| Göttingen |

| Halle (Saale) |

| Hamburg |

| Hannover |

| Hann. Münden |

| Heidelberg |

| Homburg |

| Jena |

| Kaiserslautern |

| Kiel |

| Köln |

|  |

| Leipzig |

|  |

| Lübeck |

| Mainz |

| Magdeburg |

| Mannheim |

| Marburg |

| München |

|  |

| Münster |

| Regensburg |

| Rostock |

| Stuttgart |

| Tübingen |

| Würzburg |

## Transplantationszentren (Schweiz)
In der Schweiz gibt es derzeit sechs Transplantationszentren für Organe, die ebenfalls eine gesetzliche Bewilligung brauchen. Diese befinden sich in Basel, Bern, Genf, Lausanne, St. Gallen und Zürich. Gewebe (z. B. Augenhornhaut) und Zellen (z. B. Blutstammzellen) hingegen werden auch an anderen Kliniken transplantiert.